# Бегунац (филм из 1993)
Бегунац (енгл. The Fugitive) је амерички филм из 1993. године, који је заснован на истоименој ТВ серији. Филм је режирао Ендру Дејвис, док главне улоге играју: Харисон Форд и Томи Ли Џоунс. Снимљен је наставак 1998. године под насловом Ловци на бегунце, у коме се појавио већи део глумачке екипе из овог филма.

## Радња
Угледни лекар Ричард Kимбл је неправедно оптужен за убиство своје супруге Хелен. Каријера и савршен живот преко ноћи му се распадају, а њега осуђују на одржавање вишегодишње затворске казне. На путу до затвора, Kимбл успева да побегне, а за њим креће тим упорног савезног шерифа Сема Џерарда. Ричард постаје ловина неуморних полицијских трагача, док покушава да докаже своју невиност и освети брутално убијену супругу.

## Улоге
| Глумац           | Улога                       |
| ---------------- | --------------------------- |
| Харисон Форд     | др Ричард Кимбл             |
| Томи Ли Џоунс    | шериф Самјуел Џерард        |
| Сила Ворд        | Хелен Кимбл                 |
| Јерун Крабе      | др Чарлс Николс             |
| Џулијана Мур     | др Ен Истман                |
| Џо Пантолијано   | заменик шерифа Козмо Ренфро |
| Данијел Робак    | заменик шерифа Роберт Бигс  |
| Л. Скот Колдвел  | заменик шерифа Пул          |
| Том Вуд          | заменик шерифа Ноа Њуман    |
| Андреас Катсулас | Фредерик Сајкс              |
| Рон Дин          | детектив Кели               |
| Џозеф Ф. Косала  | детектив Росети             |
| Ричард Рил       | старији чувар               |